# Кораль, Фюрейя
Фюрейя Кораль (также Корал; тур. Füreya Koral; 2 июня 1910, Бююкада — 26 августа 1997, Стамбул) — турецкая художница; одна из первых художниц в стране, специализировавшихся на современной керамике — известна своими стеновыми панелями; сочетала в своих работах западные и восточные художественные элементы. В 1929 году поступила на литературный факультет Стамбульского университета, но покинула ВУЗ через год обучения; в 1950 году переехала в Париж, где лечилась от туберкулёза — первая персональная выставка прошла в парижской галерее «Galerie M.A.I.». Являлась председательницей Ассоциации керамистов Турции, основанной в 1980 году; получила премию «Sedat Simavi Visual Arts Prize» (1986).

## Работы
- Серия «Houses» (1980—1985)
- Серия «Walking People» (1990)